# Luigi Nerici
Luigi Nerici  (* um 1831 in Lucca, Frazione Sorbano del Vescovo, Italien; † 1885 ebenda) war ein italienischer Komponist, Autor literarischer Werke und wirkte als socio ordinario an der Accademia Lucchese.

## Leben und Werk
Nerici studierte Komposition und Literatur an der Accademia Lucchese di Scienze, Lettere e Arti. 1857 veröffentlichte er sein erstes Werk über die Schule des zeitgenössischen Choralgesangs canto fermo, im Jahr 1880 wurde sein Hauptwerk Storia della musica in Lucca veröffentlicht. Nerici wirkte zu jener Zeit  als Socio ordinario an der Accademia Lucchese di Scienze, Lettere e Arti.

## Publikationen
- La scuola di canto fermo Tipografia, Giusti 1857[1]
- Dell’Origine della Musica moderna, discorso Nerici, Lucca 1872[2]
- Storia della musica in Lucca (= Memorie e documenti per servire all’istoria del Principato lucchese. Band 12). Tipografia Giusti, Lucca 1880.[3]
- Del Congresso europeo di canto liturgico in Arezzo e della restaurazione del canto gregoriano Tipografia, Giusti 1882[4]